# Franz Xaver Pentenrieder
Franz Xaver Pentenrieder (Kaufbeuren, Baviera, 6 de febrer de 1813 - Múnic, Baviera, 17 de juliol de 1867) fou un compositor alemany.
Va ser a la vegada mestre de capella i organista de la cort de Múnic i acompanyant del Teatre de la Cort. Els últims anys de la seva vida els passà en un manicomi, perquè a conseqüència d'un accident que li va ocórrer anant en cotxe, perdé les forces físiques i intel·lectuals.
És autor de tres òperes: Die Nacht auf Paluzzi, que fou representada en molts teatres d'Alemanya; Das Haus ist zu verkaufen, i Otto von Wittelsbach; aquesta última no es representà.
A més va escriure, algunes composicions vocals (misses, motets, etc.)